# Walter Gramatté
Walter Gramatté (8 de enero de 1897, Berlín – 9 de febrero de 1929, Hamburgo) fue un pintor expresionista alemán perteneciente a la corriente del realismo mágico, de inspiración mística.
Su segunda esposa emigró a Canadá casándose con el periodista e historiador Ferdinand Eckhardt y actuando como música como Sophie Carmen Eckhardt-Gramatté donde estableció la „The Eckhardt-Gramatté-Foundation“ en Winnipeg, Canadá.
Fue prohibido por el régimen nazi y tachado de Entartete Kunst.
Murió a los 32 años de tuberculosis intestinal.
Su amigo Hermann Kasack lo hizo su personaje Casell en la novela La ciudad detrás del río de 1947.
Sus obras se encuentran en el Museo de Historia Alemana. 

## Obra selecta
- Even under Trees (1921)
- Even with Broken Eyes (1922)
- The Patient with the Flowers (1918)
- The Rebel. Café Scene with Stick (1918)
- Robert at the Theatre (1918)
- Tired Flower Girl I

## Galería

Procesión funeraria (1917)
Alexander Graf Brockdorff (1919)
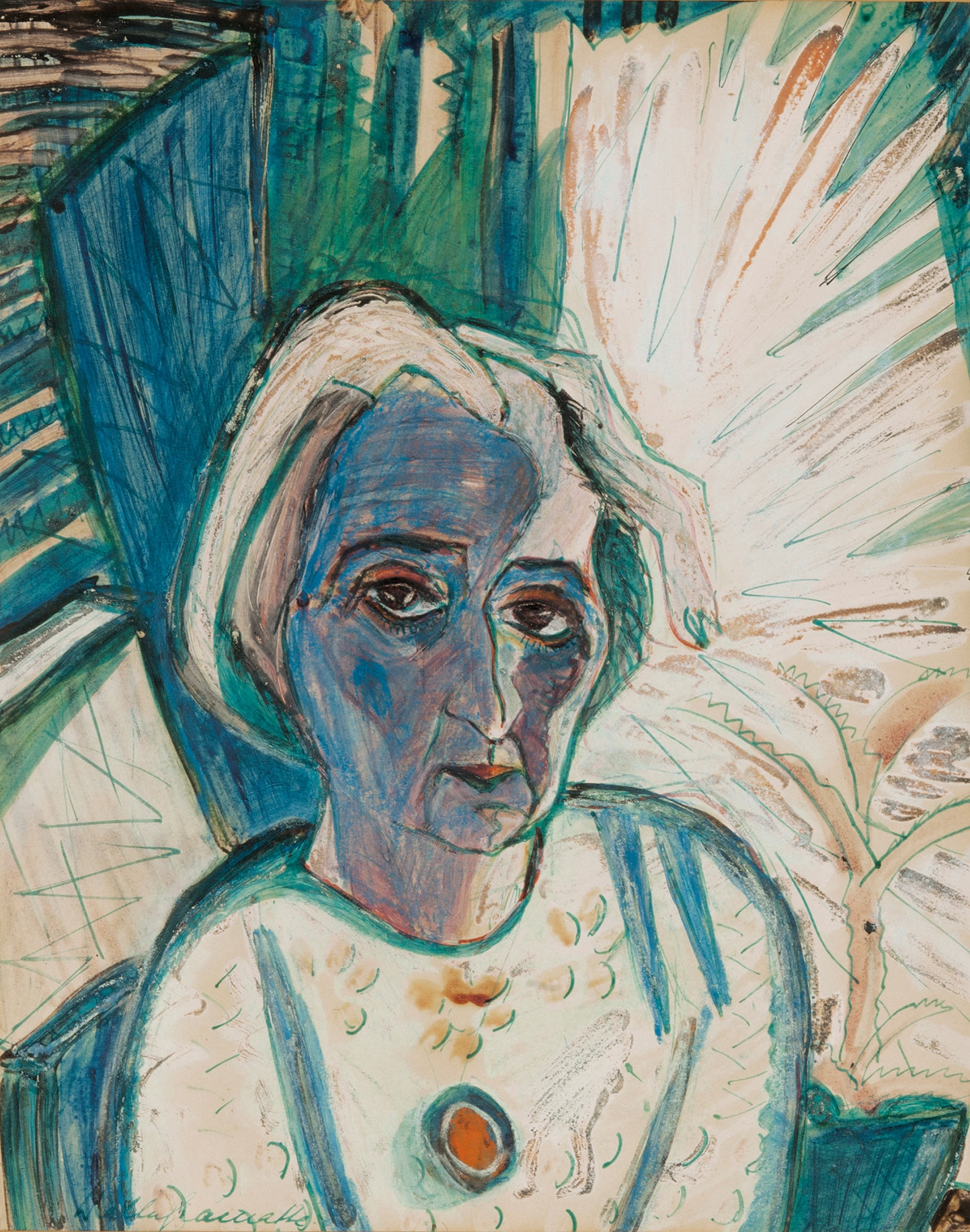
Rosa Schapire (1920)
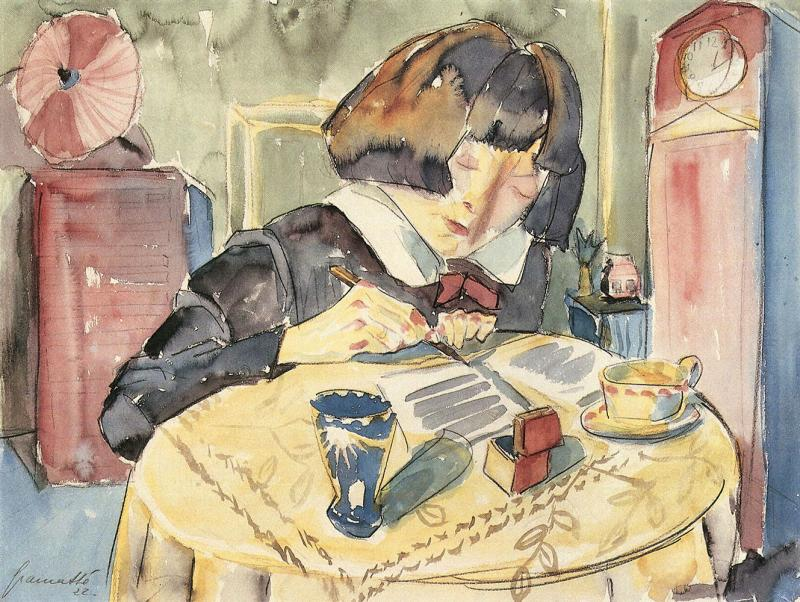
Niña escribiendo (1920)
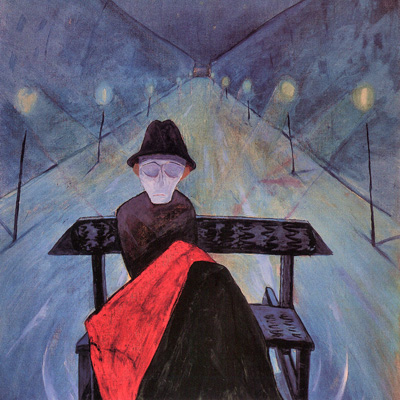
Hombre en un trineo (1920)
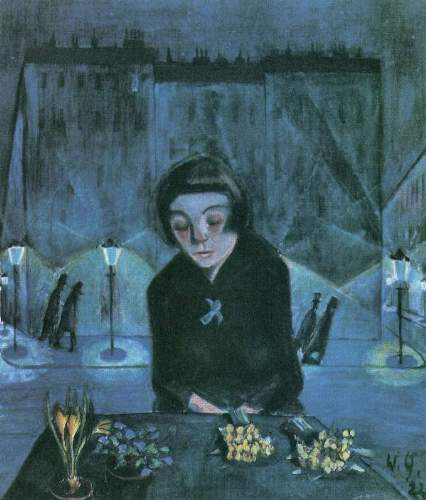
Niña de las flores cansada (1922)
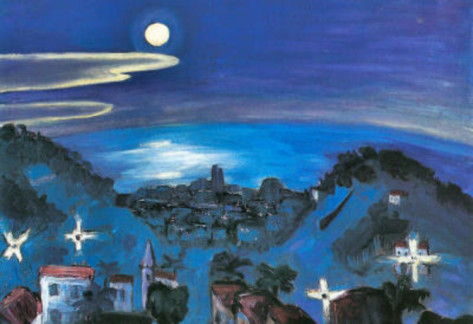
Vista nocturna de Barcelona (1922)
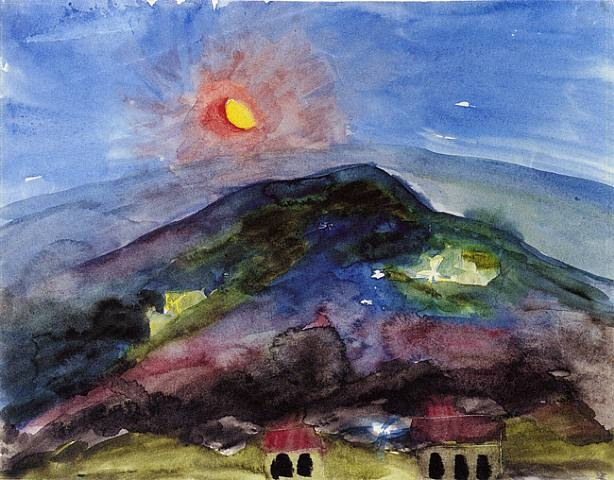
San Juan (1922)
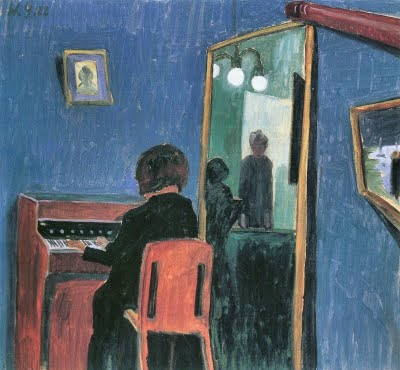
Niña en el teclado (1922)
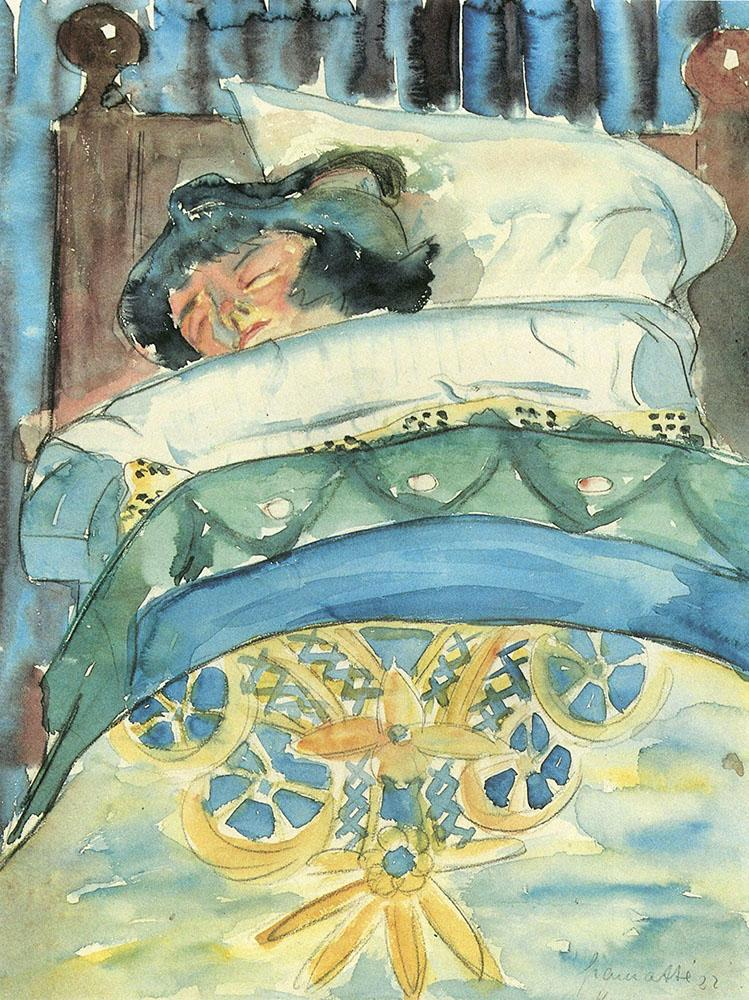
Niña durmiendo (1925)